# Calle Buenos Aires (Bilbao)
Para la calle homónima de Rosario, Santa Fe, Argentina, véase Calle Buenos Aires
La calle Buenos Aires es una calle ubicada en el centro de la villa de Bilbao. Se inicia en la plaza circular y finaliza en la plaza Venezuela, frente al puente del Ayuntamiento. Toda ella se ve transitada por el Tranvía de Bilbao.